# Iván Nagy (Historiker)

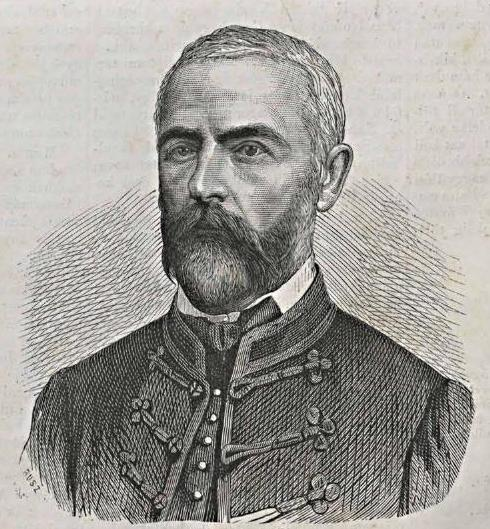
Iván Nagy

Iván Nagy, auch: Iván Nagy von Felsőgyőr, Iván von Nagy oder Johann Nagy (* 18. Juni 1824 in Jahrmarkt; † 26. Oktober 1898 in Horpács im Komitat Nógrád) war ein ungarischer Historiker, Genealoge und Heraldiker. 

## Leben

### Herkunft und Familie
Iván war Angehöriger eines ungarischen Adelsgeschlechts. Seine Eltern waren der Sekretär und Archivar des Komitats Neograd Franz (Ferenc) Nagy (1788–1843) und Anna, geborene Gebhardt (1784–1830). 
Er vermählte sich 1855 mit Mária Csató de Szentsimon et Csatószeg (* 1837). Aus der Ehe gingen drei Kinder hervor.

### Werdegang
Nagy studierte bis 1845 an der Rechtsakademie in Preßburg  und wurde im unmittelbaren Anschluss Notar an der königlichen Gerichtstafel in ebd. Während der Revolution kämpfte er als Oberleutnant in der Honvedarmee. Ab dem Jahr 1853 war er Advokat in Jahrmarkt und seit 1855 Kustos an der Universitätsbibliothek in Pest. Er übernahm 1870 die Redaktion des Journals des Abgeordnetenhauses. Aus gesundheitlichen Gründen zog er sich 1878 auf seine Landgüter zurück und widmete sich seinen historischen und genealogischen Arbeiten. Nagy war 1893 Vizepräsident der ungarischen Heraldischen und Genealogischen Gesellschaft, zudem seit 1858 korrespondierendes sowie seit 1874 ordentliches Mitglied der Ungarischen Akademie der Wissenschaften.

### Werke
- Magyarország családai czímerekkel és leszármazási táblákkal (deutsch Ungarns Familien mit Wappen und Stammtafeln), 12 (13) Bände, Budapest 1857–1868